# Angelika Noack
Angelika Noack, född den 20 oktober 1950 i Angermünde i Tyskland, är en östtysk roddare.
Hon tog OS-guld i fyra med styrman i samband med de olympiska roddtävlingarna 1980 i Moskva.